# Silvio Fiorani
Silvio Fiorani (Vista Alegre do Alto, 1943) é um jornalista e escritor brasileiro.
Graduou-se em Jornalismo pela Pontifícia Universidade Católica de São Paulo. Trabalhou nos jornais Correio da Manhã e A Gazeta e na seção brasileira da Rádio BBC.  Depois de uma viagem pela Europa e Oriente Médio, voltou para o Brasil e deixou o jornalismo para passar a escrever ficção, influenciado pelo realismo mágico de Jorge Luís Borges, Alejo Carpentier, Julio Cortázar e Gabriel Garcia Márquez.
Seus contos foram publicados na Itália, França, Espanha, Portugal, Taiwan, República Tcheca e Estados Unidos. Ganhou o Prêmio Machado de Assis de 2006 por seu romance Investigação sobre Areil.

## Obras
- 1978 - O Sonho de Dom Porfírio (Ática) - Romance
- 1980 - Os Estandartes de Átila (Codecri) - Contos
- 1981 - A Morte de Natália (Nova Fronteira) - Romance
- 1984 - A Herança de Lundstrom (Global) - Romance
- 1989 - O Evangelho Segundo Judas (Best Seller) - Romance
- 1994 - Entre os Reinos de Gog e Magog (Siciliano) - Romance
- 2005 - Investigação sobre Ariel (A Girafa) - Romance
- 2006 - Os Visitantes da Noite (Lazuli) - Contos
- 2013 - O Paradoxo da Serpente (Record) - Ensaio[1]